# Judeocatalà
El judeocatalà, també anomenat catalànic o qatalanit en hebreu (hebreu: קאטאלנית‎), fou el dialecte del català que parlaven els jueus catalans a la Corona catalanoaragonesa. L'època d'or del judeocatalà s'estén del segle xii fins al 1391, data de la primera diàspora, cap a les costes del nord d'Àfrica més particularment. Després del 1492, amb la segona diàspora, hi hagué també una arribada massiva dels jueus expulsats de Castella, els quals parlaven judeocastellà. En algunes comunitats la barreja fou ràpida i se'n perd el rastre definitivament, com ara als Països Baixos; en d'altres, com les de l'Imperi Otomà, les comunitats sefardites i katalanim conviuen amb trets diferencials durant segles.
El judeocatalà tenia una gran quantitat de mots i expressions provinents de l'hebreu, i en alguns territoris (com Mallorca) va conviure amb l'àrab vulgar. Tenia moltes similituds amb el judeoprovençal.
Alguns estudiosos defensen que el judeocatalà és un mite i que realment els jueus catalans parlaven català.

## Context
El terme «Sefarad» s'empra en hebreu postbíblic per a referir-se a la península Ibèrica a partir del segle ii, però si tradicionalment s'ha englobat tota la diàspora ibèrica en un sol grup, la investigació historiogràfica revela que aquell món vist com a homogeni a posteriori, en realitat es dividia en grups diferenciats: els sefardites, procedents dels països de la corona castellanolleonesa i de llengua castellana, i els katalanim / katalaní, originaris de la corona catalanoaragonesa, i de llengua judeocatalana.